# Mike Dirnt
Michael Ryan Pritchard, mer känd som Mike Dirnt, född 4 maj 1972 i Berkeley, Kalifornien, är basist i det amerikanska punkrockbandet Green Day. Han började kallas för Mike Dirnt då han som barn brukade spela luftgitarr, samtidigt som han gjorde ljud som lät "dirnt, dirnt, dirnt".

## Biografi
Mike Dirnt föddes och växte upp i Kalifornien. Hans biologiska mor kunde inte ta hand om honom på grund av heroinmissbruk så han placerades hos adoptivföräldrar. När han var sju år skilde sig adoptivföräldrarna. I vuxen ålder bestämde han sig för att leta upp sin biologiska mamma. När han väl hittade henne fick han bara träffa henne drygt en månad innan hennes bortgång 9 januari 2013. 

## Karriär
Mike och Billie Joe Armstrong träffades första gången när de båda var 10 år och när Mike var 15 år fick han hyra ett rum hemma hos Armstrong. De bildade bandet Sweet Children tillsammans med John Kiffmeyer, även känd som Al Sobrante. Kiffmeyer ville dock satsa på skolan och hoppade av efter 45 dagars turné och ersattes då med Tré Cool som ännu spelar med bandet.
Vid sidan av Green Day spelar Mike Dirnt även bas i bandet The Frustrators som ligger på Armstrongs skivbolag Adeline Records. Han äger också ett café i Emeryville, Kalifornien, USA vid namn Rudy's Can't Fail Café som har fått sitt namn ifrån The Clash låt Rudie can't fail.

## Privatliv
Dirnt har en dotter, Estelle Desiree, som föddes i april 1997 (med Mikes första fru Anastasia) och har smeknamnet "Hero". Han vann full vårdnad av henne sommaren 2008 och hon fick flytta in med honom i Oakland. År 2004 gifte han sig med sin dåvarande flickvän Sarah. De två skildes samma år eftersom han tillbringade så mycket tid i studion under inspelningen av American Idiot. Den 14 mars 2009 gifte sig Dirnt med Brittney Cade. Deras bröllop var en privat ceremoni i Brittneys hemstad Ojai, Kalifornien. Dirnt har två barn med Cade: en son, Brixton Michael, född den 11 oktober 2008, och en dotter, Ryan Ruby Mae, född den 29 november 2010.
Dirnt förklarade i en intervju att han är ett stort Star Wars-fan. ”I base most of my religious beliefs on Star Wars.” 
Efter att albumet Warning släpptes år 2000 behövde Dirnt opereras på grund av karpaltunnelsyndrom.